# Opeuderus conops
Opeuderus conops är en stekelart som beskrevs av Boucek 1988. Opeuderus conops ingår i släktet Opeuderus och familjen finglanssteklar. Inga underarter finns listade i Catalogue of Life.